# ミカサ (自動車)

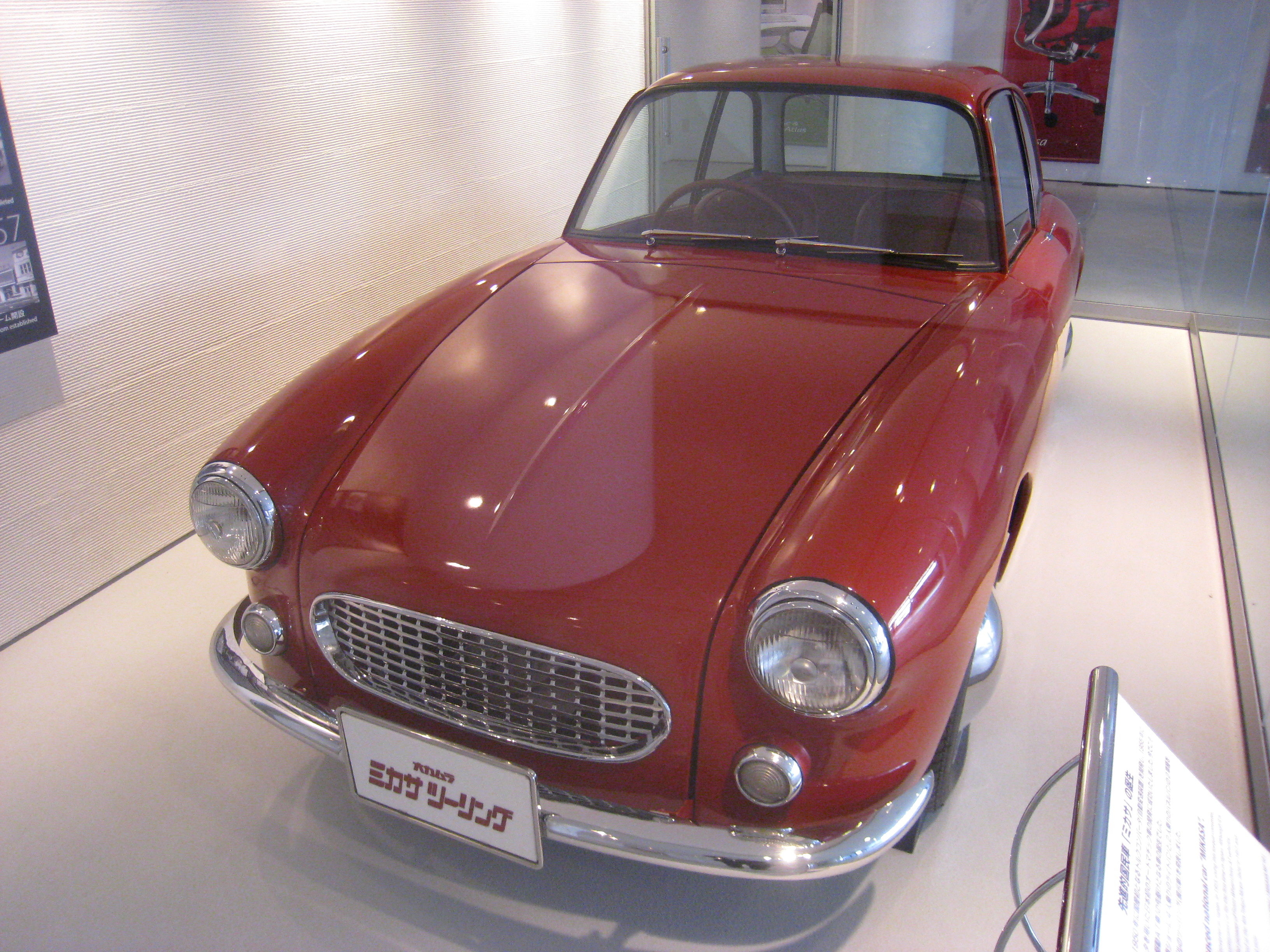
ミカサ・ツーリング

ミカサは、岡村製作所が1957年（昭和32年）から1960年（昭和35年）にかけて製造・販売していた商用車と乗用車のブランドである。
前輪駆動方式であり、自社製のトルクコンバータを採用した、日本初のオートマチック車として特筆される。

## 概要
岡村製作所は1945年（昭和20年）に旧日本飛行機の航空機製造の技術者らによって創業された。当初はオフィス家具を手がけたが、1950年（昭和25年）に日本初のトルクコンバータの開発に成功。さらに、このトルクコンバータを搭載した自動車の開発を目指すことになる。
自動車の開発にあたって、岡村製作所ではシトロエン2CVを購入して研究した。
2CVの手法を取り入れ、当時日本では珍しかった前輪駆動方式と空冷水平対向2気筒エンジンを採用してスペース効率を追求、前輪に動力を伝達するトランスアクスルは当時一般的なマニュアルトランスミッションに代えて自社製トルクコンバータによる自動変速式とした。もっとも完成したモデルの外見から2CVの影響がうかがえるのは、ボルト3本で組みつけられるディスク式ホイールぐらいである。またサスペンションの設計も、2CVの独特な「前後連関懸架」は採用せず、前後とも手堅く重ね板ばね（リーフスプリング）を用い、前輪のみ独立式とした。
1957年（昭和32年）5月に日比谷公園で開催された第4回全日本自動車ショウにおいて、ミカサ・サービスカー・マーク I及びミカサ・スポーツの2台を出展。
ミカサ・サービスカー・マーク Iは同年から販売され、ミカサ・スポーツはミカサ・ツーリングと名を変えて1958年（昭和33年）から販売された。また、後にミカサ・サービスカー・マーク IIも発売された。ミカサの製造にあたっては、ボディには航空機の薄板加工技術が、シート及び内装には家具製造の技術が用いられ、生産はすべて岡村製作所の社内で行われた。
しかし、メインバンクが共通する本田技研工業が既に二輪車事業を軌道に乗せており、メインバンクが岡村製作所にオフィス家具への専念を勧めたこともあり、1960年（昭和35年）に生産が中止された。総生産台数は、サービスカーが500台余り、ツーリングが10台程度とされる。
岡村製作所の業態変更により、同社のトルクコンバータがその後自動車に採用された例は、1960年（昭和35年）発表のマツダ・R360クーペと1961年（昭和36年）発表の愛知機械工業・コニー・グッピーの軽自動車2種に留まっている。

## 車種

### ミカサ
1955年（昭和30年）、自社製トルクコンバータと2速自動変速機を組み合わせたAK-4型「ノークラッチOKドライブ」のテストベッドとして試作車が製作され、「ミカサ」と命名された。先述のとおり、エンジンを含め、設計から組み立てまでの全てが内製で行われている。
パワートレインのレイアウトは範とした2CVに倣い、前から縦置きエンジン、デフ、トランスミッションの順であるが、スタイリングは2CVとは全く異なり、独立したトランクを持つ3ボックスタイプの4ドアセダンとなった。
同社のウェブサイトには広報用と思われるパワートレインとセダンの外観写真のほか、586 ccというエンジン排気量とAK-4型の記載があるが、その他の諸元と生産台数は不詳。

### ミカサ・サービスカー・マーク I
1957年（昭和32年）5月の第4回全日本自動車ショウにプロトタイプを出品。価格は485,000円で、マークIとマークIIを合わせて500台余りが生産された。

### ミカサ・サービスカー・マーク II
ミカサ・サービスカー・マーク IIはマーク Iと同様にライトバンであるが、マーク Iがボディと一体で窓のある荷室を有するのに対して、マーク IIは窓を廃した背の高い荷室を有するフルゴネットタイプであった。ドアと荷室の外板に多数のリブが並ぶなど、マーク Iに比べてより割り切りが感じられ、目標とされた2CVにもあったフルゴネットの雰囲気に近づいている。

### ミカサ・ツーリング
1957年（昭和32年）5月の第4回全日本自動車ショウにミカサ・スポーツとして出展。翌年、ミカサ・ツーリングと名を変えて、3台のみが市販されたとも、10台程度が製造されたともされる。価格は875,000円であった。ハードトップのクーペモデルが東京都千代田区永田町にあるオカムラいすの博物館で展示されている。搭載されている自社製オートマチックトランスミッションは2015年（平成27年）7月、日本機械学会が認定する「機械遺産」に選定された。